# مركز رديفة الجماجم
مركز رديفة الجماجم هو أحد مراكز محافظة القريات في منطقة الجوف في المملكة العربية السعودية.

## التقسيم الإداري
ينقسم المركز إلى ثلاث قرى هي:
- قرية جماجم.
- قرية رديفة الجماجم.
- قرية الرديفة.

## التعداد السكاني
بلغ مجموع سكان القرى الثلاثة وفقاً لتعداد سنة 1431 للهجرة قرابة 664 نسمة منهم 485 سعودي و179 غير سعودي.